# Finales de la NBA de 1951
Las Finales de la NBA de 1951 fueron las series definitivas de los playoffs de 1951 y suponían la conclusión de la temporada 1950-51 de la NBA. Estas enfrentaron a Rochester Royals ante los New York Knicks, con la ventaja de campo favorable a los primeros. Cuatro jugadores de las Finales fueron posteriormente elegidos para el Basketball Hall of Fame, Arnie Risen y Red Holzman por parte de los Royals y Harry Gallatin y Dick McGuire por los Knicks.

## Resumen
| Partido | Fecha       | Equipo local | Resultado | Equipo visitante |
| ------- | ----------- | ------------ | --------- | ---------------- |
| 1       | 7 de abril  | Rochester    | 92-65     | New York         |
| 2       | 8 de abril  | Rochester    | 99-84     | New York         |
| 3       | 11 de abril | New York     | 71-78     | Rochester        |
| 4       | 13 de abril | New York     | 79-73     | Rochester        |
| 5       | 15 de abril | Rochester    | 89-92     | New York         |
| 6       | 18 de abril | New York     | 80-73     | Rochester        |
| 7       | 21 de abril | Rochester    | 79-75     | New York         |

Royals gana las series 4-3

## Resumen de los partidos
| 7 de abril                       | New York Knicks                                                         | 65–92                | Rochester Royals                                          |                                                                                   |  |  |
|                                  | Parciales: 18–24, 16–27, 16–21, 15–20                                   |                      |                                                           |                                                                                   |  |  |
|                                  | Estadísticas Vince Boryla 13 Simmons, Clifton 10 c/u Ernie Vandeweghe 4 | Reporte Pts Reb Asts | Estadísticas Arnie Risen 24 Arnie Risen 15 Bobby Wanzer 9 | Pabellón: Edgerton Park Arena, Rochester, New York Asistencia: 4,200 espectadores |  |  |
| Rochester lidera las series, 1–0 |                                                                         |                      |                                                           |                                                                                   |  |  |
|                                  |                                                                         |                      |                                                           |                                                                                   |  |  |

| 8 de abril                       | New York Knicks                                                | 84–99                | Rochester Royals                                          |                                                                                   |  |  |
|                                  | Parciales: 17–26, 21–21, 28–26, 18–26                          |                      |                                                           |                                                                                   |  |  |
|                                  | Estadísticas Max Zaslofsky 28 Harry Gallatin 17 Vince Boryla 7 | Reporte Pts Reb Asts | Estadísticas Bob Davies 24 Jack Coleman 28 Jack Coleman 8 | Pabellón: Edgerton Park Arena, Rochester, New York Asistencia: 4,200 espectadores |  |  |
| Rochester lidera las series, 2–0 |                                                                |                      |                                                           |                                                                                   |  |  |
|                                  |                                                                |                      |                                                           |                                                                                   |  |  |

| 11 de abril                      | Rochester Royals                                        | 78–71                | New York Knicks                                            |                                                                                    |  |  |
|                                  | Parciales: 15–17, 20–16, 16–15, 27–23                   |                      |                                                            |                                                                                    |  |  |
|                                  | Estadísticas Arnie Risen 27 Arnie Risen 18 Bob Davies 8 | Reporte Pts Reb Asts | Estadísticas Vince Boryla 20 Nat Clifton 11 Dick McGuire 7 | Pabellón: 69th Regiment Armory, Manhattan, New York Asistencia: 5,000 espectadores |  |  |
| Rochester lidera las series, 3–0 |                                                         |                      |                                                            |                                                                                    |  |  |
|                                  |                                                         |                      |                                                            |                                                                                    |  |  |

| 13 de abril                      | Rochester Royals                                          | 73–79                | New York Knicks                                                        |                                                                                    |  |  |
|                                  | Parciales: 10–21, 18–19, 28–17, 17–22                     |                      |                                                                        |                                                                                    |  |  |
|                                  | Estadísticas Arnie Risen 26 Arnie Risen 20 Jack Coleman 9 | Reporte Pts Reb Asts | Estadísticas Harry Gallatin 22 Nat Clifton 17 Zaslofsky, Clifton 6 c/u | Pabellón: 69th Regiment Armory, Manhattan, New York Asistencia: 4,000 espectadores |  |  |
| Rochester lidera las series, 3–1 |                                                           |                      |                                                                        |                                                                                    |  |  |
|                                  |                                                           |                      |                                                                        |                                                                                    |  |  |

| 15 de abril                      | New York Knicks                                             | 92–89                | Rochester Royals                                          |                                                                                   |  |  |
|                                  | Parciales: 25–28, 19–21, 29–21, 19–19                       |                      |                                                           |                                                                                   |  |  |
|                                  | Estadísticas Connie Simmons 26 Nat Clifton 10 Nat Clifton 7 | Reporte Pts Reb Asts | Estadísticas Bobby Wanzer 21 Arnie Risen 14 Bob Davies 10 | Pabellón: Edgerton Park Arena, Rochester, New York Asistencia: 4,200 espectadores |  |  |
| Rochester lidera las series, 3–2 |                                                             |                      |                                                           |                                                                                   |  |  |
|                                  |                                                             |                      |                                                           |                                                                                   |  |  |

| 18 de abril           | Rochester Royals                                              | 73–80                | New York Knicks                                                 |                                                                                    |  |  |
|                       | Parciales: 21–19, 17–19, 12–15, 23–27                         |                      |                                                                 |                                                                                    |  |  |
|                       | Estadísticas Arnie Johnson 27 Arnie Johnson 15 Jack Coleman 8 | Reporte Pts Reb Asts | Estadísticas Max Zaslofsky 23 Ernie Vandeweghe 8 Dick McGuire 6 | Pabellón: 69th Regiment Armory, Manhattan, New York Asistencia: 4,500 espectadores |  |  |
| Series empatadas, 3–3 |                                                               |                      |                                                                 |                                                                                    |  |  |
|                       |                                                               |                      |                                                                 |                                                                                    |  |  |

| 21 de abril                    | New York Knicks                                                            | 75–79                | Rochester Royals                                          |                                                                                   |  |  |
|                                | Parciales: 16–22, 18–18, 26–22, 15–17                                      |                      |                                                           |                                                                                   |  |  |
|                                | Estadísticas Zaslofsky, Boryla 16 c/u Harry Gallatin 10 Ernie Vandeweghe 5 | Reporte Pts Reb Asts | Estadísticas Arnie Risen 24 Arnie Risen 13 Jack Coleman 9 | Pabellón: Edgerton Park Arena, Rochester, New York Asistencia: 4,200 espectadores |  |  |
| Rochester gana las series, 4–3 |                                                                            |                      |                                                           |                                                                                   |  |  |
|                                |                                                                            |                      |                                                           |                                                                                   |  |  |

Las series finales, disputadas entre dos equipos del Estado de Nueva York, vineieron marcadas por loe enfrentamientos de años anteriores entre ambos equipos. Los Knicks no habían ganado ni un solo partido en la pista de los Royals en las tres temporadas anteriores, y la racha continuó con el comienzo de la final, con dos fáciles victorias para los de Rochester, 92-65 y, algo más apretado el segundo, 99-84, con Bob Davies y Arnie Risen llevando las riendas de su equipo, anotando 24 y 19 puntos respectivamente para los Royals.
Las series se trasladaron al Madison Square Garden, donde los Knicks no fueron mucho mejores, perdiendo por 78-71, con 27 puntos de Risen dominando bajo los tableros. Las series parecía que acabarían en el cuarto partido, más cuando los Knicks desperdiciaron una ventaja de hasta 17 puntos, y de 6 con sólo 10 minutos por jugar.
Pero como pasó en semifinales ante los Nats, los Knicks despertaron en el momento preciso. Lapchick colocó como titular a Ernie Vandeweghe en el lugar de Dick McGuire, y en los últimos minutos tomaron protagonismo habituales del banquillo como Tony Lavelli, George Kaftan y Ray Lumpp. Con la batalla en juego interior de ambos equipos, "Sweetwater" Clifton y Harry Gallatin ayudaron a empatar el marcador a 69. Ya en los últimos compases del partido, fue Clifton el protagonista, anotando canastas y consiguiendo faltas para dejar el marcador final en 79-73.
Pero las esperanzas eran pocas para los Knicks, regresando las series a Rochester con una desventaja de 3-1. Afortunadamente para ellos, Connie Simmons despertó en el quinto partido, anotando 9 de 13 lanzamientos de campo para acabar con 26 puntos, bien acompañado por Max Zaslofsky, que sumó 24. Pero durante la mayoría del partido, esto no parecía ser suficiente para ganar. Los Royals dominaron toda la primera mitad por hasta 10 puntos de diferencia, hasta que en el tercer cuarto los Knicks se acercaron en el marcador. Desde ese momento, Simmons anotó varios ganchos, mientras que Raisen, con 5 faltas, se empleaba a fondo en defensa. Zaslofsky anotó un tiro libre para colocar a su equipo 3 arriba, pero falló una bandeja fácil con 40 segundos para el final. Los Royals cogieron el rebote, pero fueron incapaces de darle la vuelta al marcador. Los Knicks habían conseguido lo improbable: ganar 92-89 en Rochester.
La serie regresó a Nueva York para el sexto partido con unos Knicks lanzados. Vandeweghe rozó la perfección con el balón en las manos y Zaslofsky anotó 23 puntos. También se añadió a la fiesta McGuire, que no había salido en el quinteto inicial, aportando 9 puntos y 6 asistencias, para redondear una victoria por 80-73. Cuatro días antes, todo hacía indicar que los Knicks serían barridos de las finales, y ahora se encontraban a una victoria del título.

### El séptimo y definitivo partido
El sábado 21 de abril los dos equipos saltaron a la pista de los Royals, en la cual el equipo local tenía un récord de 92 victorias por solo 16 derrotas en sus tres temporadas en la liga. Y salieron arrollando, colocándose rápidamente con un 13-3 en el marcador, llegando a una máxima ventaja de 14 puntos (32-18). Pero los Knicks empujaron en el segundo cuarto, llegando al descanso con un esperanzador 40-34.
El partido continuó desde entonces igualado, llegándose a falta de poco más de 6 minutos para el final con empate a 69. Clifton había sido eliminado por faltas personales poco antes, pero Gallatin con una bandeja puso por delante a su equipo 71-70. La ventaja se agrandaría hasta los 74-72 a falta de menos de dos minutos. Pero en ese momento Risen provocó la sexta falta de Simmons, dejando a los Knicks con Gallatin como único hombre alto. Risen anotó un gancho y un tiro libre para poner con ventaja a los Royals 75-74, empatando Boryla con un tiro desde la línea de personal, con 1:29 miuntos por jugar.
En la siguiente jugada, Bob Davies consiguió sacarle una falta a McGuire, anotando los dos tiros libres, colocando el marcador 77-75. Las reglas de la NBA, en aquellos años, decían que en los dos últimos minutos del partido, tras los tiros libres se produciría un salto entre dos. Rochester controló el balón, con Holzman dejando correr el reloj hasta que Coleman anotó en los últimos instantes la canasta que dejaría el definitivo 79-75 en el marcador, dando el título a los Royals.